# 모리 다카마사
모리 다카마사(일본어: 毛利高政 もうり たかまさ[*])는 센고쿠 시대부터 에도 시대 전기에 걸친 무장(다이묘)이다. 분고 사이키번 초대 번주.
통칭 간파치(勘八) 또는 간파치로(勘八郎). 수령된 이름은 민부대보(民部大輔)로 종5위하(従五位下)에 서임되었을 때에 관위로써 정식으로 수령하였다. 나아가 훗날 이세노카미(伊勢守)도 수령하고 있다. 처음 이름은 도모시게(友重)로 후에 다카마사(高政)로 이름을 고쳤다.[8] 당초에는 모리 성(森姓)을 써서 모리 도모시게(森友重)라 칭하였고, 후에 모리 데루모토(毛利輝元)로부터 모리 성(毛利姓)을 받아 성을 바꾸고 모리 도모시게(毛利友重)라 하였으며, 휘를 다카마사로 바꾼 것은 도쿠가와의 시대가 되어서부터이다.[9] 서적에는 모리 다카마사(森高政)로 되어 있는 것도 있으나, 실제로는 성을 바꾸기 전에는 다카마사라는 이름을 사용하지 않았고 1차 사료에는 이 이름이 보이지 않는다.[7]

## 생애

### 쇼쿠호 시대(織豊時代)
에이로쿠(永禄) 2년(1559년) 오와리국(尾張国) 苅安賀[10][11]에서 모리 다카쓰구(森高次, 구로사에몬九郎左衛門)의 차남[4][13]으로 태어났다.
다카쓰구 ・ 다카마사 등 모리(森) 일족은 우다 겐지(宇多源氏) 사사키 류(佐々木支流)로 오미국(近江国) 아이치 군(愛知郡) 鯰江庄을 본거지로 해서 원래는 鯰江姓을 칭하고 있었는데, 다카쓰구의 맏형 사다하루(定春)의 대에 오와리 가이도 군(海東郡) 모리 촌(森村)으로 근거지를 옮겨 혼세가 후지와라 성(藤原姓)인 모리 씨(森氏)를 칭하게 된 것이 시초라고 『간세이 중수제가보』(寛政重脩諸家譜) 등의 여러 계도에 설명되어 있다. 다만 다른 설이나 명확하지 않은 점도 있으며 이들 일족의 출자에 대해서 확실한 것은 없다.
다카마사의 아버지 다카쓰구는 오다 노부나가(織田信長)의 가신(家臣)이었으나 하치스카 마사카쓰(蜂須賀正勝)가 하시바 히데요시(羽柴秀吉)에게 출사하면서부터, 하치스카 씨의 기자(寄子)였던 모리 씨에서도 다카마사가 덴쇼(天正) 5년(1571년)경부터 히데요시에게 근습(近習)으로써 출사하게 된다.
덴쇼(天正) 6년(1578년) 히데요시의 눈에
들어서 하리마(播磨) 아카세키 군(明石郡) 마쓰노자토(松ノ郷)에 3천 석(일설에는 6천 석)이 주어졌다. 이후 다카마사는 하시바 씨의 직참(直参)으로써 후다이슈(譜代衆)의 한 사람이 되었다.
덴쇼 10년(1582년) 혼노지의 변(本能寺の変)으로 노부나가가 비명의 죽음을 맞고, 히데요시는 주군의 원수를 갚고자 주고쿠 대회군(中国大返し)을 계획하는데, 이때 모리(毛利)측과 정전(停戦)을 위한 인질을 교환할 때에 하시바 진영에서 보내진 인물이 시게마사(重政)와 다카마사 형제로, 이를 데리고 간 것이 모리측 가신인 아나호 아무개(宍戸某, 아나호 모토쓰구宍戸元続라고도 한다)였다. 이 인질로써 머무르던 중에 다카마사는 모리 데루모토의 눈에 들어, 「묘지(苗字)를 부르는 음이 같아 괴이하니, 그러한즉 나의 이름자를 받고 그대와 함께 길이 형제의 의를 맺고자 한다」(苗字の唱ふる所の同じきこそ怪しけれ、然るべくは我名字まいらせて、和君等と永く兄弟の契り結ばん)라고 데루모토에게 듣기도 하였다(번사藩史). 인질 생활에서 돌아와 빗추(備中)의 다카마쓰 성(高松城)에서 在番하였다.
후년(고문서 기록에 따르면 분로쿠文禄 원년 전후[7]), 이 연으로 모리 씨가 히데요시의 신하가 된 뒤, 데루모토로부터 성을 바꾸지 않겠느냐는 제의가 있었고, 히데요시의 허락을 얻어 다카마사 일족은 오에 성(大江姓)으로 「모리 씨」(毛利氏)로 바꾸어 쓰게 되었다고 한다.[14]
덴쇼 11년(1583년) 賤ヶ岳の戦い에 종군하여 부상을 입었다. 이 해부터 시작된 오사카 성(大坂城)의 普請에도 참가하였다. 덴쇼 14년(1586년)의 호코지(方広寺) 건립 때에는 석재 운반 임무를 맡았고, 이 해에 그리스도교 세례를 받기도 했다.[15]
덴쇼 15년(1587년) 히데요시의 규슈 정벌에서는 후나부교(舟奉行)를 맡았다. 옛 영지를 고쳐 분고 국(豊後国) 日田郡 ・ 玖珠郡 두 군(郡)내 2만 석을 받고 日隈城（隈城） 성주가 되었다. 이를 개수하여 5층의 천수(天守)와 3층의 櫓 등을 증축한다. 또한 이때 동생 요시야스(吉安)에게 2천 석을 나누어 맡게 한다.
이듬해 종5위하 민부대보로 서임되었다.
덴쇼 17년(1589년) 야마시로국(山城国)에서의 겐치(検地, 토지조사)를 행할 겐치부교(検地奉行)를 이시카와 사다미치(石川貞通)와 함께 맡았다. 이듬해에는 병사 600을 거느리고 오다와라 정벌(小田原征伐)에 참전하였다. 전쟁 뒤에 있었던 고요제이 천황(後陽成天皇)의 주라쿠다이(聚楽第) 행차 때에도 히데요시를 따랐다.
덴쇼 19년(1591년) 조선 침공 준비로 쓰시마(対馬)로 건너가 陣城을 普請할 것을 명령받았으며, 시미즈 산성(清水山城) ・ 撃方山城 ・ 向ノ平砦을 쌓았다. 분로쿠(文禄) 원년(1592년) 임진왜란(일본명: 文禄の役)이 발발하고 다카마사는 형 시게마사(동생 요시야스)와 함께 후나부교(舟奉行)를 맡아 바다를 건너왔다. 『일본외사』(日本外史)에 따르면 조선의 강원도조방장(江原道助防将) 원호(元豪)가 하치스카 이에마사(蜂須賀家政)를 구미포(亀尾浦)에서 부순 뒤, 나아가 춘천에서 다카마사를 공격했고, 다카마사는 복병으로 이를 쳐부수고 원호를 생포하는 무훈을 세웠다고 한다. 그 뒤 다카마사는 귀국한다.
분로쿠 2년(1593년) 오토모 요시미치(大友義統)의 개역으로 분로쿠 4년(1595년) 9월, 분고 국 日田 ・ 玖珠 2군의 소령(所領)의 주인장(朱印状)을 받았다. 아울러 두 군 내의 蔵入地도 받아서 대관(代官)을 겸무하는 등 실질적인 가증이었다. 이 무렵 다카마사는 角牟礼城 개수를 행했다.[16]。
게이초(慶長) 2년(1597년) 정유재란(일본명: 慶長の役)에서는 軍目付[17]으로 임명되어 다시 조선으로 건너왔고, 남원성 전투나 울산성 구원전에서 군공을 세웠다. 그러나 명량 해전(鳴梁海戦)에서 조선 수군의 공격으로 일본 수군이 대패하는 가운데 배에서 떨어져 익사할 뻔했으나 가까스로 건져 올려져 목숨을 부지했다(「藤堂家記」).

### 도쿠가와 시대
게이초 5년(1600년) 세키가하라 전투(関ヶ原の戦い)에서는 이시다 미쓰나리(石田三成)에 응해 서군(西軍)에 섰고 오사카(大坂) ・ 요도(淀)의 다리를 경고(警固)하고 단고(丹後) 다나베 성(田辺城, 마이쓰루 성舞鶴城) 공격에도 참가하였다. 그러나 령국(領国)에서는 이웃한 구로다 조스이(黒田如水)에게 日隈城이 포위되고, 성주 대리 모리 하야토스케(毛利隼人佐)는 서군의 여러 장수들에게 증원을 요청했으나 무시당했다. 결국 구로다 측의 설득에 응해 싸움 한 번 없이 무혈개성이 이루어졌다. 이에 따라 다카마사도 동군(東軍)에 투항한다.
세키가하라 전투가 끝나고 도도 다카토라(藤堂高虎)의 탄원도 있어서 개역을 면하고 다만 봉지가 깎였다. 이는 동군에 가담해 苅安賀城을 지켰고 세키가하라 전투 때에는 후쿠시마 마사노리(福島正則) 부대에 가담해 싸우다 전사한 모리 가게유(森勘解由)[1]의 이름을 다카마사가 이었다[7]고 하는 데에서, 그의 죽음에 대한 공적으로 사면된 것으로 보인다. 이후 다카마사는 이세노카미(伊勢守)를 칭했다.
게이초 6년(1601년) 분고(豊後) 아마베 군(海部郡) 사이키(佐伯) 2만 석으로 전봉되고 새로 사이키 성(佐伯城) 축성을 시작한다. 이 때 堅田 ・ 床木 2천 석을 거듭 동생 요시야스에게 나누어 맡게 하였는데, 사이키 번의 군역분은 2만석 그대로 두었다. 片桐且元로부터 欽命를 전해받고 천령(天領) 즉 에도 막부 쇼군의 직할령이 된 日田 ・ 玖珠 2군에 일시적으로(겐나 2년까지) 군다이(郡代)로 임명되기도 했다.
게이초 10년(1605년) 쇼군 히데타다(秀忠)의 참내(参内)에 봉공(供奉)하였다. 이 무렵에 이세노카미(伊勢守)를 수령하였다.
이듬해인 게이초 11년(1606년) 사이키 성(佐伯城)이 완성되었다. 이를 전후하여 조카마치(城下町) 공사도 행해졌다. 다카마사는 그리스도교를 버리고 다시 귀의하고를 번갈아 하였는데, 레온 파제스의 『일본 기리시탄 종문사』(日本切支丹宗門史)에 따르면 「에르난도 데 산 요제프 선교사(아우구스티노회)는 당시 분고에서 사이키 가까운 곳으로 가서 성 아래에 작은 수도원을 짓고 성 요제프의 보호 아래 두었다. 이세노카미 도노(伊勢守殿, 다카마사)라는 다이묘는 한 번 개종한 적이 있는 배교자로 자비로 천주당(天主堂)을, 또 한 번 나아가 대규모의 수도원을 지었다」고 했다.[18]
또한 도자마 다이묘(外様大名)였으므로 에도 성(江戸城), 슨푸 성(駿府城, 게이초 12년), 나고야성(名古屋城, 게이초 15년) 순으로 각 성에 대한 공사 지원을 명령받았으며, 또한 산킨코타이(参勤交代)、에도의 번저(藩邸)의 조영 ・ 유지 비용 등도 더해져서 차츰 번의 재정은 악화되었다.
게이초 18년(1613년) 오쿠보 나가야스 사건(大久保長安事件)에 연좌되어 유배되었던 이시카와 야스나가(石川康長)의 신병을 넘겨받았다. 이듬해에 있었던 오사카 겨울 전투(大坂冬の陣)에 종군하였으며 히젠노시마(備前島) ・ 교바시(京橋)의 경고(警固)를 맡았다. 오사카 여름 전투에도 출진하긴 했지만 도착했을 때 이미 오사카 성은 함락된 뒤였다.
겐나(元和) 9년(1623년) 쇼군 이에미쓰(家光)의 참내에 봉공하였다.
간에이(寛永) 5년(1628년) 11월 16일에 일흔으로 사망하였다. 뒤를 다카나리(高成)가 이었다. 묘는 高輪東禅寺에 있었으며, 법명(法名)은 양현사원전전세주자사건외소원(養賢寺院殿前勢洲剋史乾外紹元)이다.